# 潘捷列伊·克里蒙托维奇·马希尼亚
潘捷列伊·克里蒙托维奇·马希尼亚（烏克蘭語：Пантелій Климентійович Махиня，1890年？月？日—1922年5月22日），是乌克兰的诗人、矿工，是尼基塔·谢尔盖耶维奇·赫鲁晓夫最要好的朋友。